# Kelly Kisio
Kelvin Wade "Kelly" Kisio, född 18 september 1959, är en kanadensisk före detta ishockeytränare och professionell ishockeyspelare som tillbringade 13 säsonger i den nordamerikanska ishockeyligan National Hockey League (NHL), där han spelade för ishockeyorganisationerna Detroit Red Wings, New York Rangers, San Jose Sharks och Calgary Flames. Han producerade 658 poäng (229 mål och 429 assists) samt drog på sig 768 utvisningsminuter på 761 grundspelsmatcher. Kisio spelade även på lägre nivåer för HC Davos i Nationalliga A (NLA), Adirondack Red Wings i American Hockey League (AHL), Kalamazoo Wings i International Hockey League (IHL), Dallas Black Hawks i Central Hockey League (CHL) och Calgary Wranglers i Western Hockey League (WHL).
Han blev aldrig draftad av någon NHL-organisation.
Efter den aktiva spelarkarriären var Kisio talangscout för Calgary Flames mellan 1995 och 1998 och arbetat inom Calgary Hitmen som bland annat chef och biträdande chef för Hitmens ishockeyverksamhet, general manager och tränare mellan 1998 och 2016. Den 2 september 2016 meddelade NHL:s senaste expansionslag, Vegas Golden Knights att man hade anställt Kisio som professionell talangscout.

## Statistik
| 1976–1977   | Red Deer Rustlers    | AJHL        | 60  | 53  | 48  | 101 | 100 | —  | —  | —  | —  | —  |
| 1977–1978   | Red Deer Rustlers    | AJHL        | 58  | 74  | 68  | 142 | 66  | —  | —  | —  | —  | —  |
| 1978–1979   | Calgary Wranglers    | WHL         | 70  | 60  | 61  | 121 | 73  | 15 | 12 | 16 | 28 | 4  |
| 1979–1980   | Calgary Wranglers    | WHL         | 71  | 65  | 73  | 138 | 64  | 2  | 1  | 0  | 1  | 4  |
| 1980–1981   | Adirondack Red Wings | AHL         | 41  | 10  | 14  | 24  | 43  | —  | —  | —  | —  | —  |
|             | Kalamazoo Wings      | IHL         | 31  | 27  | 16  | 43  | 48  | 8  | 7  | 7  | 14 | 13 |
| 1981–1982   | Dallas Black Hawks   | CHL         | 78  | 62  | 39  | 101 | 59  | 16 | 12 | 17 | 29 | 38 |
| 1982–1983   | Detroit Red Wings    | NHL         | 15  | 4   | 3   | 7   | 0   | —  | —  | —  | —  | —  |
|             | HC Davos             | NLA         | 38  | 49  | 38  | 87  | —   | —  | —  | —  | —  | —  |
| 1983–1984   | Detroit Red Wings    | NHL         | 70  | 23  | 37  | 60  | 34  | 4  | 1  | 0  | 1  | 14 |
| 1984–1985   | Detroit Red Wings    | NHL         | 75  | 20  | 41  | 61  | 56  | 3  | 0  | 2  | 2  | 2  |
| 1985–1986   | Detroit Red Wings    | NHL         | 76  | 21  | 48  | 69  | 85  | —  | —  | —  | —  | —  |
| 1986–1987   | New York Rangers     | NHL         | 70  | 24  | 40  | 64  | 73  | 4  | 0  | 1  | 1  | 2  |
| 1987–1988   | New York Rangers     | NHL         | 77  | 23  | 55  | 78  | 88  | —  | —  | —  | —  | —  |
| 1988–1989   | New York Rangers     | NHL         | 70  | 26  | 36  | 62  | 91  | 4  | 0  | 0  | 0  | 9  |
| 1989–1990   | New York Rangers     | NHL         | 68  | 22  | 44  | 66  | 105 | 10 | 2  | 8  | 10 | 8  |
| 1990–1991   | New York Rangers     | NHL         | 51  | 15  | 20  | 35  | 58  | —  | —  | —  | —  | —  |
| 1991–1992   | San Jose Sharks      | NHL         | 48  | 11  | 26  | 37  | 54  | —  | —  | —  | —  | —  |
| 1992–1993   | San Jose Sharks      | NHL         | 78  | 26  | 52  | 78  | 90  | —  | —  | —  | —  | —  |
| 1993–1994   | Calgary Flames       | NHL         | 51  | 7   | 23  | 30  | 28  | 7  | 0  | 2  | 2  | 8  |
| 1994–1995   | Calgary Flames       | NHL         | 12  | 7   | 4   | 11  | 6   | 7  | 3  | 2  | 5  | 19 |
| NHL totalt  | NHL totalt           | NHL totalt  | 761 | 229 | 429 | 658 | 768 | 39 | 6  | 15 | 21 | 52 |
| WHL totalt  | WHL totalt           | WHL totalt  | 141 | 125 | 134 | 259 | 137 | 17 | 13 | 16 | 29 | 8  |
| AJHL totalt | AJHL totalt          | AJHL totalt | 118 | 127 | 116 | 243 | 166 | —  | —  | —  | —  | —  |